# Стегар Сергій Вікторович
Сергі́й Ві́кторович Стегар — старший сержант Збройних сил України, 25-та повітрянодесантна бригада.

## Бойовий шлях
19 серпня 2014 року зголосився добровольцем у групу підтримки вояків, що відбивалися в оточенні на Савур-могилі. Разом зі Стегарем були молодший сержант Олександр Славін, солдат Денис Міщенко, молодший сержант Василь Кандела, солдати Руслан Заблоцький і Денис Перевозник, старший сержант Самойлов. Групу вів полковник Петро Потєхін. По тому до групи приєдналося 19 бійців добровольчої частини, яких очолював підполковник із Харкова, позивний «Сокіл», згодом — іще 10 артилеристів. Бійці 3-го полку спецназу стали провідниками групи на БТРі. Колона на Савур-могилу вирушила трьома вантажівками, двома БТРами та однією БМП. На Савур-могилі знайшли 10 вояків під керунком полковника Гордійчука — були добровольці з підрозділу «Крим». Групі випало прикривати підніжжя гори, укривалися в розгаченому пам'ятнику радянським воїнам, воювати довелося з «казаками» та осетинами. 19 серпня почався артобстріл, зазнали важких поранень сержанти Кандела і Славін, поранений полковник Потєхін. Однак Славін, стікаючи кров'ю, зміг проповзти під обстрілом по підмогу, з бійцями прийшов «Сокіл» — підполковник Олександр Мельниченко. Дрібка вояків встала на повний зріст під обстрілом, аби забезпечити евакуацію поранених, одначе побратим Кандела помер при цьому. Воякам вдалося зв'язатися з основними силами, українські «Гради» накрили терористів, атаку відбили.
29 серпня група полковника Гордійчука разом з рештою оточених українських сил йде на прорив. По вантажівці, в якій перебували Гордійчук і сержант Сергій Стегар, противник відкрив артилерійський і мінометний вогонь, у кузові стався вибух, автомобіль загорівся. Через надто щільний обстріл супровід не міг підійти до полковника, він зміг вибратися сам, йому зробили перев'язку — великий осколок влучив у потилицю під каскою. Полковник намагався керувати боєм, зривав пов'язку, від втрати крові лишився безсилим; російські десантники полонили Гордійчука (непритомного), Стегаря та ще кількох бійців.
Станом на 22 вересня 2014-го перебував у списку зниклих.
Станом на березень 2017-го — санітарний інструктор, 227-й окремий автомобільний батальйон.

## Нагороди
14 жовтня 2014 року — за особисту мужність і героїзм, виявлені у захисті державного суверенітету та територіальної цілісності України, вірність військовій присязі під час російсько-української війни, відзначений — нагороджений орденом «За мужність» III ступеня.